# 美屬菲律賓
菲律賓群島島嶼政府（英語：Insular Government of the Philippine Islands），通稱美屬菲律賓（英語：American Philippines），是美國統治菲律賓時期（1901年-1935年）的國號，在此期間菲律賓為美國非自治領土。1935年菲律賓獲得自治，成立菲律賓自治領並且頒布自治邦憲法，實施十年的自治期後將獲得完成獨立。